# Mama I’m Coming Home
«Mama I’m Coming Home» — песня английского хэви-метал-исполнителя Оззи Осборна. Третий трек из
из его шестого студийного альбома No More Tears, который впервые вышел 17 ноября 1991 года. В песне участвуют Осборн (вокал), Закк Уайлд (гитара), Боб Дэйсли (бас-гитара) и Рэнди Кастильо (ударные). Слова песни написал Лемми. К релизу песни были также сняты два видеоклипа.
Этот сингл — единственный сольный сингл Осборна, вошедший в топ-40 чарта Billboard Hot 100, достигнув 28-го места; его единственными другими хитами, попавшими в топ-40, были дуэт с Литой Форд «Close My Eyes Forever» и совместная работа с Post Malone в песне 2019 года «Take What You Want»; обе песни достигли 8-го места. Он также достиг 2-го места в списке Mainstream Rock Tracks журнала Billboard.
На концерте «Back to the Beginning», состоявшемся 5 июля 2025 года и ознаменовавшем последнее выступление Осборна на сцене, эта песня была единственной в репертуаре Осборна из 5 песен, не вошедших в его дебютный альбом Blizzard of Ozz.

## История
Как вспоминал Закк Уайлд в интервью 2022 года: «Я помню, как мы с Оззи изначально играли это на пианино в моей квартире в Северном Голливуде… Я переложил это на гитару, когда мы пришли в студию и работали над альбомом, и знаете, это зазвучало великолепно… песня началась с чего-то вроде педальной слайд-гитары. Я имею в виду, что она просто звучала великолепно… Я имею в виду выступление каждого и всё такое, но я имею в виду просто общее звучание — ребята определённо выдали просто потрясающе».
По данным журнала American Songwriter, слова песни были навеяны осознанием Оззи, что он умрёт, если не протрезвеет, и песня посвящена его жене Шэрон, которая оставалась с ним в его безумные ранние дни.

## Музыкальное видео
Для сингла было снято два видеоклипа. Первый был сюрреалистичным и не понравился Осборну, поскольку, по его мнению, сюжет клипа не соответствовал концепции песни. Затем был снят второй клип, режиссёром которого выступил Сэмюэль Бейер, что впоследствии ещё больше подогрело интерес Осборна. Осборн сравнил эффекты во втором клипе с эффектом дыма из клипа группы Nirvana «Smells Like Teen Spirit», режиссёром которого также был Байер.

## Отзывы
| Оценки критиков | Оценки критиков |
| Источник        | Оценка          |
| --------------- | --------------- |
| AllMusic        | [ 3 ]           |

Стивен Томас Эрлевин с музыкального сайта AllMusic заявил, что песня «может не понравиться фанатам Оззи, которые любят хардкор и трясут головами, но это очень хорошая хард-рок-баллада и один из его лучших синглов».
Consequence of Sound назвал её второй лучшей песней из альбома No More Tears (а первой стала «No More Tears»).

## Участники записи
- Оззи Осборн — вокал
- Закк Уайлд — гитары
- Боб Дэйсли — бас-гитара
- Рэнди Кастильо — ударные
- Джон Синклер — клавишные, фортепиано

## Чарты
| Чарт (1992—1993)                   | Высшая позиция |
| ---------------------------------- | -------------- |
| Австрия (Ö3 Austria Top 40)        | 42             |
| Германия (GfK)                     | 27             |
| Новая Зеландия (Recorded Music NZ) | 48             |
| Швейцария (Schweizer Hitparade)    | 62             |
| Великобритания (OCC UK Singles)    | 32             |
| США (Billboard Hot 100)            | 28             |
| США (Mainstream Rock)              | 2              |

| Чарт (2025)                                  | Высшая позиция |
| -------------------------------------------- | -------------- |
| Канада (Billboard Canadian Hot 100)          | 39             |
| Чехия (Singles Digitál Top 100)              | 13             |
| Мир (Billboard Global 200)                   | 65             |
| Греция (IFPI)                                | 94             |
| Россия (Streaming, TopHit)                   | 95             |
| Швеция (Sverigetopplistan)                   | 86             |
| США (Billboard Hot 100)                      | 49             |
| США (Billboard Hot Rock & Alternative Songs) | 7              |

## Сертификации
| Регион                                                                      | Сертификация | Продажи |
| --------------------------------------------------------------------------- | ------------ | ------- |
| Канада (Music Canada)                                                       | Платиновый   | 80 000  |
| Данные о продажах + прослушиваниях приведены только на основе сертификации. |              |         |